# Planeta Eskoria
Planeta Eskoria – czwarty album studyjny hiszpańskiego zespołu skapunkowego Ska-P. Przed jego wydaniem w zespole doszło do kolejnej zmiany personalnej: dotychczasowy perkusista, Pako, został menadżerem grupy, jego miejsce na scenie zajął Luismi.
Już sama okładka nowego albumu wywołała kontrowersje: przedstawiała Temidę przybitą do symbolu dolara ($). Otwierający płytę utwór tytułowy rysował bardzo pesymistyczną wersję świata w jakim przyszło nam żyć – mrocznego świata pełnego zła, korupcji, ksenofobii i pogoni za pieniądzem. Pozostałe piosenki, niejako tradycyjnie, nawoływały do rewolucji społecznej w Ameryce Łacińskiej (El auténtico), w ostrych słowach krytykowały Kościół Katolicki (La mosca cojonera – potępienie papiestwa), corridę (Vergüenza), amerykański imperializm (Tío Sam) i ksenofobię (A la mierda), nawoływały do legalizacji narkotyków (Cómo me pongo) oraz stworzenia wielokulturowego społeczeństwa ponad podziałami (przebojowa kompozycja Mestizaje).

## Lista utworów
1. Planeta Eskoria – 4:19
2. Vergüenza – 3:51
3. Cómo me pongo – 2:45
4. El auténtico – 3:40
5. Naval Xixón – 3:33
6. La mosca cojonera – 3:57
7. Eres un@ más – 4:16
8. Derecho de admisión – 5:30
9. A la mierda – 3:53
10. E.T.T.s – 4:07
11. Lucrecia – 4:28
12. Tío Sam – 4:21
13. Violencia machista – 4:11
14. Mestizaje – 4:31

## Skład
- Pulpul – śpiew, gitara
- Pipi – śpiew
- Julio – gitara basowa
- Kogote – instrumenty klawiszowe i chórki
- Luismi – perkusja
- Joxemi – gitara i chórki

- Teksty i muzyka: Ska-P